# Municipio II (Bari)
Il Municipio 2 è un municipio di Bari, comprendente la porzione urbana del territorio a sud del centro.

## Geografia fisica

### Territorio
- Carrassi;
- Mungivacca;
- Picone;
- Poggiofranco;
- San Pasquale.

### Confini
Il territorio del Municipio 2 corrisponde a quello della ex III Circoscrizione ed ex VI Circoscrizione, i cui confini sono i seguenti:
- Linea ferroviaria F.S. da strada San Giorgio Martire-Cifarelli fino al termine di Corso Cavour;
- Via Capruzzi, dal termine di Corso Cavour fino a via Oberdan;
- Via Oberdan, da via Capruzzi alla ferrovia Sud-Est;
- Linea ferroviaria Sud-Est da Via Oberdan a Ponte Padre Pio;
- Linea ideale di confine dal Ponte Padre Pio oltre la circonvallazione fino al confine del Municipio Carbonara Ceglie Loseto;
- Linea di confine con il Municipio Carbonara Ceglie Loseto e futura N.S.P.R. fino alla Via Fanelli;
- Via Fanelli, da N.S.P.R. a circonvallazione;
- Tratto della circonvallazione da Via Fanelli alla Ferrovia Bari-Taranto;
- Linea Ferroviaria Bari-Taranto fino alla Via Santa Caterina;
- Linea ideale da Strada santa Caterina a Strada San Giorgio Martire.

## Presidenti
| Presidente del Municipio | Coalizione      | Partito       | Data di elezione          | Voti ottenuti | %voti  |
| ------------------------ | --------------- | ------------- | ------------------------- | ------------- | ------ |
| Andrea Dammacco          | Centro-sinistra | Realtà Italia | 25 maggio 2014 (I turno)  | 26.859        | 51,75% |
| Giovanni Lucio Smaldone  | Centro-sinistra | Sud al Centro | 26 maggio 2019 (I turno)  | 31.879        | 63,52% |
| Alessandra Lopez         | Centro-sinistra | Con           | 8-9 giugno 2024 (I turno) | 24.755        | 53,14% |